# Angelika Express
Angelika Express ist eine 2002 von dem Sänger, Gitarristen und Songschreiber Robert Drakogiannakis gegründete Band.

## Bandgeschichte
Das Trio bot 2002 einige Songs auf der eigenen Website an. Das Wuppertaler Musiklabel Paul veröffentlichte das Debüt-Album, das wie die Band Angelika Express hieß. Die Gruppe übernahm hierbei so viele Aufgaben wie möglich selbst, von der Produktion bis zur Gestaltung des Artworks. Das Album erhielt vor allem in der Independent-Szene einige Anerkennung und wurde in Musikzeitschriften zum Teil sehr positiv besprochen, erregte aber keine Aufmerksamkeit in der breiteren Öffentlichkeit.
Ihre Songs verbinden Melodien der Popmusik mit der harten und lauten Spielweise des Punk; die Texte der Anfangsjahre umreißen meist Alltagssituationen und Gefühlswelten im Leben junger Erwachsener.
Für die thematisch sehr politische EP Ich bin kein Amerikaner (2003) und das zweite Album Alltag für Alle (2004) holte sich die Gruppe Unterstützung von dem Musikproduzenten Jem und setzte auf ein professionelles Design. Auch diese Platten wurden von einem kleinen Publikum sehr positiv aufgenommen. Ende 2004 erschien noch eine EP (Titel Phantome), die sich stilistisch deutlich von den Vorgängern unterschied: Die Melodien sind langsamer, die Arrangements komplexer. 2005 folgte das Livealbum Pornographie, benannt nach einem Stück auf dem Debütalbum.
Im August 2005 gaben Angelika Express ihre vorläufige Auflösung bekannt. Sänger Robert Drakogiannakis setzte seine Karriere als eine Hälfte des Elektropop-Duos Planetakis fort, Jens Bachmann und Alex Jezdinsky machen als Overschmidt weiterhin gemeinsam Musik. Beide spielen auch in anderen Bands, Bachmann unter anderem kurzzeitig bei Neuser, Jezdinsky bei Klee.
2008 veröffentlichte Drakogiannakis neue Songs als Angelika Express zum freien Download. „Bassmädchen“ Daniela Hilterhaus und Schlagzeuger Mirco Cardeneo schlossen sich der Band an.
Zur Finanzierung des nächsten Albums Goldener Trash wurden (nach dem Vorbild von Aktiengesellschaften) 500 Anteile an dem Projekt an Fans verkauft, welche damit zu 80 Prozent an den Einnahmen beteiligt wurden. Die Anteile waren bereits nach einem Tag zu etwa 70 Prozent verkauft. Dieses Crowdfunding weckte in Zeiten der Finanzkrise und des Niedergangs der Tonträgerindustrie breites mediales Interesse, bis hin zur Berichterstattung in den heute-Nachrichten.
2009 schloss sich Valentin Mayr als zusätzlicher Schlagzeuger der Band an. Bei Konzerten traten dann oft beide Drummer gleichzeitig auf, so zum Beispiel bei einer Rockpalast TV-Aufzeichnung 2014.
Ende 2009 wurden 40 unveröffentlichte Aufnahmen aus der frühen Phase der Band unter dem Titel Hosen runter! Die Angelika Demos 2002–2005 als freier Download ins Netz gestellt.
Dem 2010 erschienenen Album Die dunkle Seite der Macht legte Drakogiannakis in der „Special Edition“ CD-Rohlinge und einen Freischalt-Code bei, mit dem die Käufer sich ab Januar 2011 einen „zweiten Teil“ des Albums in Form von acht zusätzlichen Songs herunterladen und selbst auf die CD brennen konnten.
Für das 2012 erschienene Album Die feine englische Art fertigte Drakogiannakis eine Sonderedition als „Angelika-Box“ an, einer einzeln per Siebdruck bedruckten Kartonbox, die neben der CD eine Vinyl-LP Die feine französische Art als „Songwriter-Version“ und eine MC Die feine griechische Art als „Adrenalin-Version“ des Albums, zu jedem Song einen großformatigen Artprint eines eigens für die Box erstellten Drakogiannakis-Gemäldes und ein Booklet mit Songtexten, Gitarrenakkorden und Bandfotos im LP-Format enthielt.
2013 wurde Annick Manoukian als Gitarristin und Sängerin festes Bandmitglied.
2014 lieferten Angelika Express die Filmmusik und den Titelsong zur TV-Serie „Endlich Deutsch!“, die von Lutz Heineking jr. produziert wurde und mit dem Preis der Deutschen Fernsehakademie ausgezeichnet sowie für den Grimme-Preis nominiert wurde.
2018 kam es zu einem Besetzungswechsel innerhalb der Band. „Tscherno Copter“, bürgerlich Sascha Brans, stammend aus der Punk- und Metalszene von Velbert, löste Mirco „Caddy“ Cardeneo und Valentin Mayr am Schlagzeug ab. Außerdem spielte die Band in diesem Jahr auf dem Kasseler Mind the Gap Festival.
Für ihre Tour 2019 mit der Kölner Band Illegale Farben entwarf Robert Drakogiannakis das Design für eine ausschließlich auf der Tour erhältliche Split-Single. Das Cover der auf 100 Exemplare limitierten 7-Zoll-Vinylplatte wurde im Siebdruckverfahren von Hand hergestellt.
Das Album „Positiver Stress“ erschien am 1. Juli 2021 im Eigenvertrieb der Band und war ebenfalls mit einem handgestalteten Siebdruckcover versehen. Die Musikpresse nahm das Album sehr wohlwollend auf. So schrieb das Ox-Fanzine: „Ein Album voller Hits, so schrammelig wie poppig, laut, wild, verzerrt und zurück mit der vollen frühen Energie. Mit Texten, die so schlüssig wie genial sind und genügend Raum für eigene Interpretationen lassen“.
Am 23. September 2022 spielte Angelika Express eine Jubiläums-Revue im Kölner Luxor. Mit dabei waren Klee, Illegale Farben, Shirley Holmes und Belitzki.

## Diskografie

### Alben
- Angelika Express (LP/CD, 10. März 2003)
- Alltag für alle (LP/CD, 29. März 2004)
- Pornographie: Eine Nacht mit Angelika Express im Gleis 22 (Live-Album CD, 4. April 2005)
- Goldener Trash (Rohversion zum Download auf der Homepage, 29. August 2008)
- Goldener Trash (13. Februar 2009)
- Die dunkle Seite der Macht (26. November 2010, auch als limitierte Sonderedition mit Bonus-CD, Poster und T-Shirt)
- Die dunkle Seite der Macht (Zweiter Teil) (nur als Download, 1. Januar 2011)
- Die feine englische Art (12. Juli 2012, bereits im Juni 2012 als „Angelika Box“ mit dem Album als CD, Schallplatte, Compact Cassette, einem großformatigen Booklet und ArtPrints von Drakogiannakis nur auf Bestellung erschienen)
- Tantenmaschine (2014)
- Grösste Treffer II (2016)
- Alkohol (2016, Vinyl mit beiliegender CD + Downloadcode)
- Letzte Kraft Voraus (2017)
- Positiver Stress (2021)
- Köln ist kaputt (2023)

### EPs
- Ich bin kein Amerikaner (10"/CD, 2003)
- Phantome (CD, 2004)
- Was wollt ihr alle? (CD, 2008)
- Hände hoch (CD auf 100 Stück limitiert mit 10 Bonus-Tracks / Download, 2010)
- Besoffen im Park (CD, 2014)

### Singles
- Geh doch nach Berlin (Maxi-CD, 2003)
- Eigentlich, eigentlich (Maxi-CD, 2003)
- Nimm mich mit (7"-Single/Maxi-CD, 2004)
- Rock Fucker Rock (CD, 2004)
- Was wollt ihr alle (2008)
- Dich gibt’s nicht (2009)
- CDU und du / Christin (Doppelsingle) (2011)
- 20 Jahre Intro – Damals Teil 8: Retro (7"-Single als Picture-Disc, limitiert auf 100 Stück, September 2011)
- Rekordversuch (Download-Single; 2012)
- Matt Damon (2013)
- Hangover Annelore (2015)
- Du bist kaputt (2015)
- Für Dich (2016)
- Kurze oder Longdrinks (2016)
- Hartes Glück 2022 (Single 2022)